# Doctor Juan León Mallorquín
Doctor Juan León Mallorquín è un centro abitato del Paraguay, nel Dipartimento dell'Alto Paraná. La località, situata a 262 km dalla capitale Asunción, forma uno dei 20 distretti del dipartimento.

## Popolazione
Al censimento del 2002 la città contava una popolazione urbana di 6.918 abitanti (16.243 nel distretto).

## Storia
Fondata nel 1958 con il nome di Caarendy, Dr. Juan León Mallorquín è stata elevata al rango di distretto nel 1967